# Ye Tianshi
 (juillet 2022).
Pour les articles homonymes, voir Tianshi (homonymie).
Ye Tianshi (1667–1747) était un érudit en médecine chinois qui était le principal promoteur de «l'école des maladies de tiédeur». Son ouvrage majeur, Wen-re Lun (Taité des maladies de tièdeur) publié en 1746, divise les manifestations des maladies en quatre couches ou strates : wei fen (couche défensive), Qi fen (couche du Qi), ying fen (couche nutritive), et xue fen (couche sanguine).

## Biographie
Ye Tianshi est né en 1666. Son père ainsi que son grand-père, Ye Shi, étaient également médecins. Il a appris la médecine de son père et, après la mort de celui-ci, il s'est perfectionné auprès de l'élève de son père de famille Zhu.
Au cours de la dynastie Qing, de nombreuses épidémies ravagèrent différentes régions et provinces de la Chine, et, en particulier, celle du Jiangnan d'où est originaire Ye Tianshi. C’est pourquoi les principaux représentants de la doctrine des Maladies de Tiédeur sont originaires de cette région.

## Œuvre
Ye Tianshi a peu écrit et la plupart des ouvrages qui lui sont attribués ont été compilés par ses disciples après sa mort. Il est surtout connu pour proposer que les maladies fébriles progressent en quatre étapes, une théorie qu'il a exposée dans son Traité des maladies de tiédeur. Ces étapes sont wei fen (couche défensive), Qi fen (couche du Qi), ying fen (couche nutritive), et xue fen (couche sanguine).
Les caractéristiques générales des maladies "de tiédeur" sont: la fièvre, la sensibilité au froid, les maux de tête et un pouls rapide. Lorsqu'elle atteint la couche du Qi la maladie se caractérise par une forte fièvre, des sueurs, une bouche sèche et un pouls rapide. Les atteintes à la couche du ying se caractérisent par une augmentation de la fièvre nocture, de l'agitation, de la confusion et un pouls faible. Enfin, les atteintes à la couche sanguine "xue" consistent en une agitation, des éruptions cutanées et, dans certains cas, de vomissements de sang ou de présence de sang dans les selles ou les urines. Pour traiter ces maladies fébriles, Ye recommandait des substances aux pouvoirs rafraîchissants visant à disperser la chaleur pathogène.
Le modèle des quatre couches est d'abord un système de diagnostic différentiel qui permet de suivre et de prévoir l'évolution des maladies dites "de tiédeur". Par la suite, l'étude de ce modèle va être reprise et développée par de nombreux médecins de l'époque : Wu Ju Tong (ou Wu Tang, 1758-1836), Xue Sheng Bai (ou Xue Xue, 1681-1770), Wang Shi Xiong (ou Wang Meng Ying, 1808-1867), ou encore Zhou Yang Jun (dynastie Qing)